# 阿尔韦托·巴尔德斯·拉莫斯
阿尔韦托·巴尔德斯·拉莫斯（西班牙語：Alberto Valdés Ramos，1919年6月25日—2013年4月14日），墨西哥男子马术运动员。他曾代表墨西哥参加1948年夏季奥林匹克运动会马术比赛，获得一枚金牌。